# Svenska F3-mästerskapet 1989
Svenska F3-mästerskapet 1989 var den 26:e säsongen av det svenska mästerskapet i formelbilsklassen Formel 3. Mästare blev Jan "Flash" Nilsson i en Volkswagendriven Reynard 883.

## Slutställning
| Pl. | Förare              | Team                                     | Bil (motor)                                 | Poäng |
| --- | ------------------- | ---------------------------------------- | ------------------------------------------- | ----- |
| 1   | Jan "Flash" Nilsson | G-Son Racing                             | Reynard 883 (Volkswagen)                    | 99    |
| 2   | Svend Hansen        | Svend Hansen                             | Reynard 883 (Volkswagen)                    | 82    |
| 3   | Fredrik Ekblom      | Hello Sweden Promotion                   | Reynard 883 (Volkswagen)                    | 61    |
| 4   | Kenny Bräck         | Richard Dutton Racing                    | Reynard 893 (Toyota)                        | 60    |
| 5   | Niclas Jönsson      | Team Itchi Ban                           | Reynard 883 (Toyota)                        | 54    |
| 6   | Robert Amrén        | Kennerth Persson Racing                  | Reynard 883 (Volkswagen)                    | 53    |
| =   | Håkan Olausson      | Håkan Olausson                           | Ralt RT31 (Volkswagen) Reynard 883 (Toyota) | 53    |
| 8   | Peter Albertsson    | Jerk Wiking Racing Richard Dutton Racing | Reynard 883 (Toyota)                        | 45    |
| 9   | Linus Lundberg      | Team Itchi Ban                           | Reynard 873 (Toyota)                        | 31    |
| 10  | Mikael Gustavsson   | Team Itchi Ban                           | Reynard 883 (Toyota)                        | 25    |
| 11  | Peter Rydell        | Scandinavian Formula School Racing       | Reynard 873 (Volkswagen)                    | 23    |
| 12  | Thomas Johansson    | Sportpromotion                           | Ralt RT31 (Alfa Romeo)                      | 18    |
| 13  | Nicke Blom          | Top Flat Racing                          | Reynard 883 (Toyota)                        | 13    |
| 14  | Sigurd Krane        | Sigurd Krane                             | Reynard 873 (Volkswagen)                    | 12    |
| 15  | Sonny Johansson     | Sonny Johansson                          | Ralt RT30 (Volkswagen)                      | 7     |
| 16  | Monica Stråth       | G-son Racing AB                          | Reynard 873 (Volkswagen)                    | 6     |
| 17  | Claes Rothstein     | Claes Rothstein                          | Reynard 873 (Volkswagen)                    | 5     |
| 18  | Ola Paninder        | Ola Paninder                             | March 813 (Toyota)                          | 1     |
| =   | Jon Warmland        | Jon Warmland                             | Ralt RT32 (Volkswagen)                      | 1     |
| -   | Thorbjörn Carlsson  | Thorbjörn Carlsson                       | Ralt RT30 (Volkswagen)                      | 0     |
| -   | Alfred Dittberner   | Alfred Dittberner                        | Dallara 388 (Volkswagen)                    | 0     |
| -   | Trond-Aage Krosby   | Trond-Aage Krosby                        | Ralt RT30 (Alfa Romeo)                      | 0     |
| -   | Anders Nordlund     | Anders Nordlund                          | Reynard 883 (Toyota)                        | 0     |
| -   | Ott Vanaselja       | Esttec Racing                            | Ralt RT31 (Volkswagen)                      | 0     |